# Csákvári kőfejtő barlangja
A Csákvári kőfejtő barlangja a Duna–Ipoly Nemzeti Parkban található Vértes hegységben, Csákváron lévő egyik barlang.

## Leírás
Csákvár külterületén helyezkedik el a barlang. Csákvár központjából kb. 2 km-t haladva a Környe felé tartó műúton, a műút jobb oldalán fekvő kőfejtőben található a barlang. A kőfejtő már messziről jól látszik az útról, a barlangbejárat azonban az útról nem vehető észre, csak a kőfejtő udvarából lehet megpillantani. A barlang bejárata közvetlenül a kőfejtő bejáratának jobb oldalán, a bányaudvar D-i falában, a bánya talpszintjén van.
A barlang befoglaló kőzete nagyon aprózódó triász dolomit. Az üreg egy függőleges törés mentén, kifagyásos kőzetaprózódás miatt jött létre. A nagy aprózódás következtében a barlang hossza 2,5 m-ről 2,1 m-re csökkent, leginkább kőzettörmelékből álló kitöltésének mennyisége pedig nőtt. A kőzet jellegéből adódóan további omlások is várhatók, ezért a barlangot a beomlás, feltöltődés veszélyezteti. Falai kormosak, alján pedig tűzrakás nyomai látszanak. Oldalfalára 24-es szám van felfestve. A könnyen megközelíthető barlang felszerelés nélkül, utcai ruhában, könnyen járható.
1979-ben volt először Csákvári kőfejtő barlangja néven említve a barlang az irodalmában.

## Kutatástörténet
Az Alba Regia Barlangkutató Csoport által 1979-ben készített kézirat szerint a Csákvári kőfejtő barlangja korábban nem lett az irodalomban említve. A barlang Csákvár szélén (Fejér megye, Bicskei járás) található. A barlang a csákvári tüdőszanatóriumtól ÉÉK-re, 1,5 km-re lévő kőfejtő patkó alakú homlokfalának D-i szárában fekszik. A barlang bányaudvarra nyíló bejárata a Csákvár és Környe közötti országútról is jól látható. Megtudja mutatni Zentai Ferenc a jelentéktelen kis üreget, melynek bejárásához nem szükséges eszköz. A barlang bejárati szélessége 0,85 m, magassága 1,3 m. Az üreg befelé fokozatosan szűkül 2,5 m hosszban.
A barlangot egy jól látszó törés mentén a rendkívül meggyengült és felaprózódott dolomitmorzsalék kipergése alakította ki. A barlangbejárat ÉNy-i fekvésű, ezért kriofrakció és defláció egyaránt segítette a barlang létrejöttét. Ismerve a bányaművelők üregakkumuláló és -romboló készségét, szinte csoda, hogy ez a kis üreg napjainkig fennmaradt. Majdnem vízszintes a járat talpa, melyet a mennyezet kipergett anyaga borít. Ásatásra alkalmatlan kitöltése. Az Alba Regia Barlangkutató Csoport tagjai 1979. február 18-án, egy terepbejárás során mérték fel a barlangot.
A kéziratba bekerült a barlang alaprajz térképe, hosszmetszet térképe és 2 keresztszelvény térképe. A térképek 1:100 méretarányban ábrázolják a barlangot. Az alaprajz térkép használatához a térképlapon jelölve van az É-i irány. Az alaprajz térképen megfigyelhető a 2 keresztszelvény elhelyezkedése a barlangban. A térképek elkészítéséhez a barlangot Gönczöl Imréné, Kökény Károly és Zentai Ferenc mérték fel 1979. február 18-án. A kéziratban látható Vérteskozma térképe (1:25.000 méretarány). A térképen jelölve van az É-i irány. A térképen megfigyelhető a Csákvári kőfejtő barlangja földrajzi elhelyezkedése. A kéziratban van egy olyan fénykép, amelyen a barlang bejárata van bemutatva. A fényképet Zentai Ferenc készítette.
Az 1984-ben kiadott, Magyarország barlangjai című könyv országos barlanglistájában szerepel a Vértes hegység barlangjai között a barlang Csákvári kőfejtő barlangja néven. A listához kapcsolódóan látható a Dunazug-hegység barlangjainak földrajzi elhelyezkedését bemutató 1:500 000-es méretarányú térképen a barlang földrajzi elhelyezkedése.
A barlang 2003. május 17-én, BTI kataszteri felvétel alapján készült nyilvántartólapja szerint a 4522-39 barlangkataszteri számú Csákvári kőfejtő barlangja a Vértes hegységben lévő Csákváron (Fejér megye) található. Az üreg bejáratának koordinátái (Trimble Geoexplorer 3): X: 604392, Y: 230090, Z: 213. Kőfejtőben lévő sziklafal tövében van a barlang 0,8 m széles, 1,3 m magas, természetes jellegű, szabálytalan alakú és vízszintes tengelyirányú bejárata. A részletesen felmért barlang 2,1 m hosszú, 1,3 m függőleges kiterjedésű, 1,3 m magas, 0 m mély és 2,1 m vízszintes kiterjedésű. Triász dolomitban húzódik az üreg. A barlang kialakulását előkészítette a tektonika. Az üreg kifagyásos kőzetaprózódás és omlás miatt jött létre. A sziklaodú térformájú barlang talpa vízszintes, és jellemző szelvénytípusa a szabálytalan.
Szervetlen, helyben keletkezett törmelékkitöltése kőzettörmelékből áll. Az üreg antropogén maradványai: tüzelőhely, korom. Tematikus feldolgozás: kataszter, térkép, fénykép, leírás. 1979-ben lett először említve a barlang az irodalomban (Alba Regia Barlangkutató Csoport kataszteri felvétel). A gyakorlatilag érintetlen barlang gyakorlatilag érintetlen aljzatú. A könnyű sétával megközelíthető, könnyen járható barlang megtekintéséhez nem szükséges engedély. Illetékes természetvédelmi hatóság: Duna–Ipoly Nemzeti Park Igazgatóság. A barlangot a beomlás veszélyezteti. A barlang bejárata (a korábbi leírásokkal ellentétben) már nem látható a műútról. Az erőteljes aprózódás miatt, az 1979-ben végzett felmérés óta a barlang nagyon megváltozott, hossza 2,5 m-ről 2,1 m-re csökkent, illetve leginkább kőzettörmelékből álló kitöltésének mennyisége nőtt. A kőzet jellege megnehezíti az azonosító szám elhelyezését.

## Képgaléria

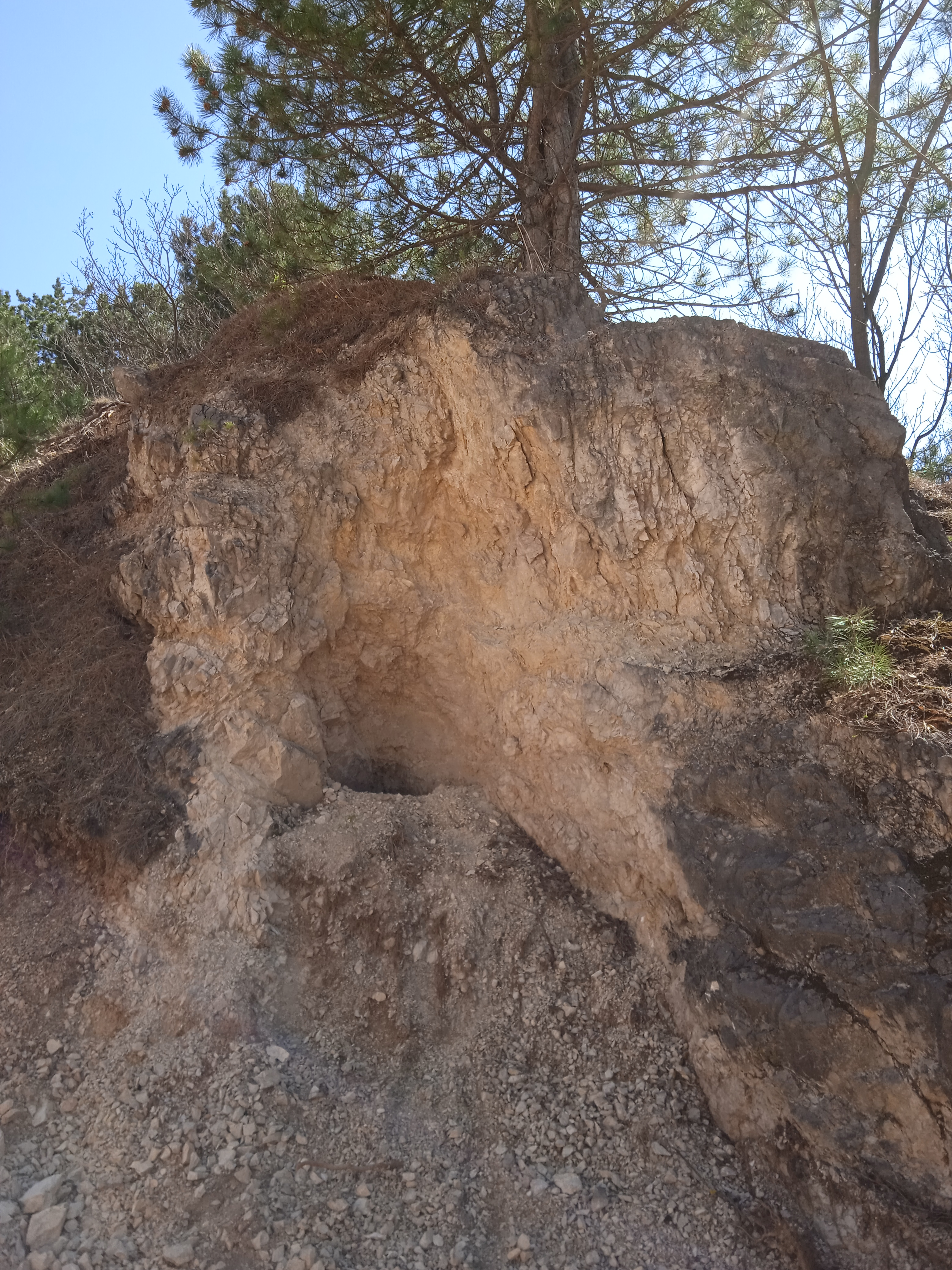
Csákvári kőfejtő barlangja, barlangbejárat és a barlang környezete
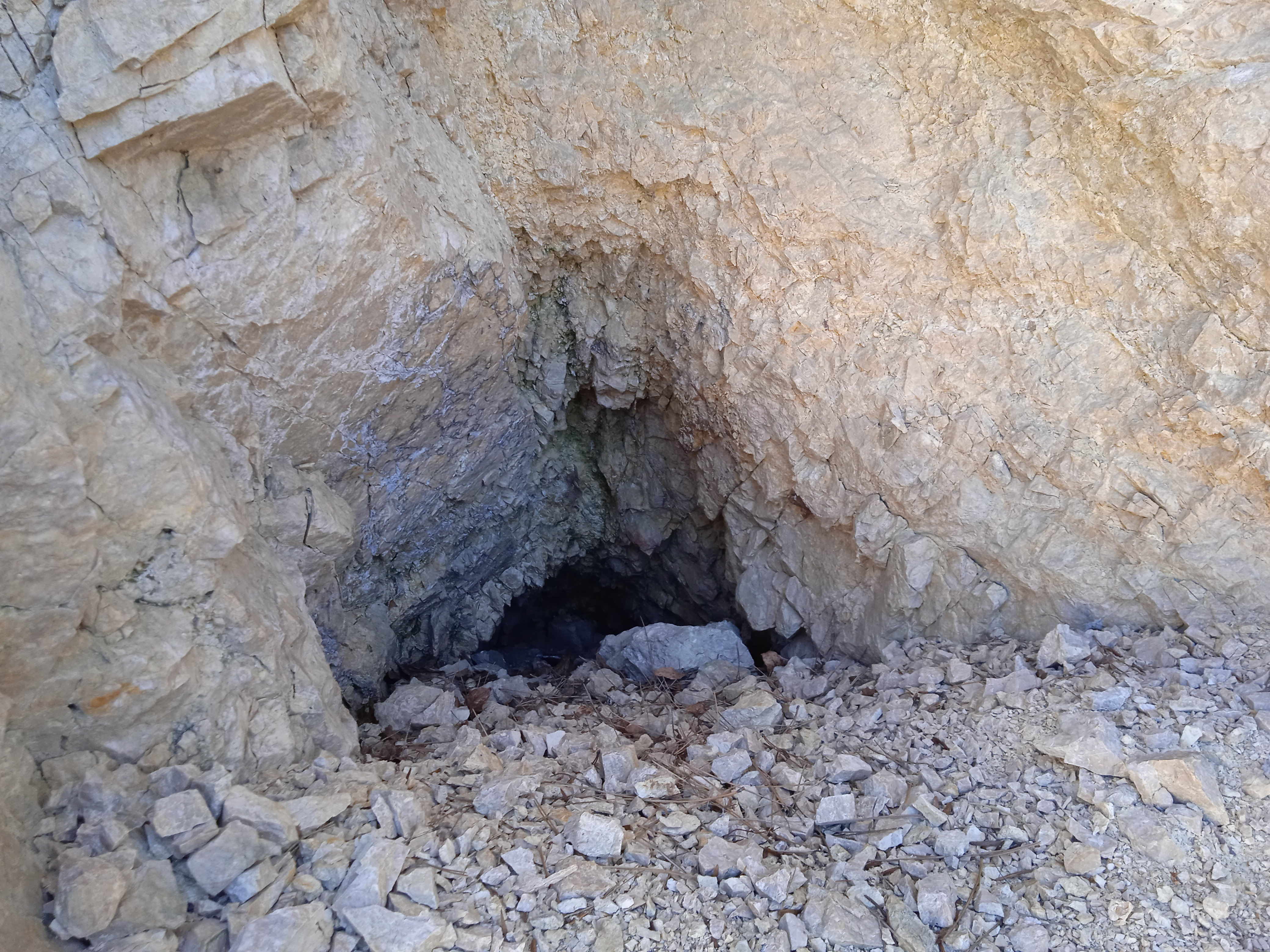
A Csákvári kőfejtő barlangja belseje